# Mágneses kör
A mágneses kör egy vagy több anyag azon tartományainak összességét jelenti, amelyekben a B (vektor) indukciójú mágneses tér fluxusa áthalad.
A ferromágneses anyagok legtöbb gyakorlati alkalmazása azon tulajdonságukon alapszik, hogy az elektromos áram által létesített mágneses teret annyiszor erősítik, mint amennyi az illető anyag relatív mágneses permeabilitása. Ennek a tulajdonságuknak köszönhetően a ferromágneses anyagokban erős mágneses terek jönnek létre, és jelentős mágneses köröket hoznak létre, amelyeken keresztül a mágnes tér erővonalai bezáródnak.

## Rowland-gyűrű
Mágneses körre a legegyszerűbb példa az úgynevezett Rowland-gyűrű, amely gyűrű alakú ferromágneses anyagból áll, amelyre árammal átjárt vezetőt tekercselünk. Ebben az esetben gyakorlatilag minden erővonal a gyűrű belsejében halad. Ez lesz a helyzet akkor is, ha az árammal átjárt tekercs a gyűrűnek egy kis részét foglalja el. Mivel a gyűrű permeabilitása sokkal nagyobb, mint a környező levegőé, a fluxusvonalak csak kis része záródik a levegőn keresztül. Ha a gyűrű tartalmaz egy kis légrést, akkor a fluxusvonalak egy része a légrésen kiterjed, másképpen szóródik, de a fluxus nagy része jól meghatározott útvonalra korlátozódik a gyűrűn belül. Ez lényegében úgy tekinthető, mint egy mágneses kör, amely sorba kapcsolt vasgyűrűkből áll.